# Birgit Arnold
Birgit Arnold (* 24. Juli 1951 in Wiedelah, Landkreis Goslar) ist eine deutsche Politikerin (FDP/DVP) und Historikerin. Sie war Mitglied des baden-württembergischen Landtags von 2006 bis 2011.

## Leben
Nach dem Besuch der Volksschule in Lengde und dem Besuch der Realschule in Vienenburg für zwei Jahre machte sie in Goslar ihr Abitur. Es folgte von 1970 bis 1972 ein Studium an der Pädagogischen Hochschule Niedersachsen, Abteilung Hildesheim. Sie wechselte 1972 zum Studium der Germanistik und Geschichte an die Universitäten Marburg und Heidelberg, das sie 1977/78 mit dem Staatsexamen für das Lehramt an Gymnasien abschloss. 1994 wurde sie von der Philosophischen Fakultät der Universität Heidelberg  zum Dr. phil. (Geschichte) promoviert. 1995 bis 2006 war sie als Historikerin im Mannheimer Stadtarchiv angestellt und beschäftigte sich vor allem mit der regionalen Geschichte in der NS-Zeit.
Birgit Arnold ist verheiratet und hat drei Kinder.

## Politische Tätigkeit
Arnold trat 1993 in die FDP ein und war von 1995 bis 2002 Vorsitzende des Ortsvereines Schriesheim. Von 1994 bis 2002 war sie als Pressereferentin Mitglied im Kreisvorstand Rhein-Neckar und stellvertretende Kreisvorsitzende. Sie ist Gründungsmitglied und war 1999 bis 2001 stellvertretende Landesvorsitzende der Liberalen Frauen Baden-Württemberg. 1999 bis 2006 war sie als Stadträtin in Schriesheim und 2004 bis 2006 als Kreisrätin im Rhein-Neckar-Kreis tätig. Von 2006 bis 2010 war sie Bezirksvorsitzende der Liberalen Frauen Kurpfalz.
Bei der Landtagswahl in Baden-Württemberg 2006 wurde sie zur Abgeordneten gewählt. Sie gewann ein Zweitmandat im Wahlkreis Weinheim. Im Landtag war sie bildungs- und frauenpolitische Sprecherin und setzte sich insbesondere für die Schulische Integration von Menschen mit Migrationshintergrund und von Menschen mit Behinderung ein. 2009 wurde sie stellvertretende Vorsitzende der Landtagsfraktion der FDP/DVP. Bei der Wahl 2011 konnte sie wegen des schlechten FDP-Ergebnisses ihr Mandat nicht verteidigen.

## Veröffentlichungen
- Birgit Arnold: Die Freimachung und Räumung der Grenzgebiete in Baden 1939/40, Heidelberg 1996 (Diss.), ISBN 978-3-8253-0420-1
- Birgit Arnold: „Kommunale Selbstverwaltung“ und „NS-Größen“, in: Mannheim unter der Diktatur 1933 - 1939, hrsg. von Jörg Schadt und Michael Caroli, Mannheim 1997, ISBN 3-923003-54-4
- Birgit Arnold, Gustav Adolf Scheel: Reichsstudentenführer und Gauleiter von Salzburg, in: Die Führer der Provinz. NS-Biographien aus Baden und Württemberg, hrsg. von Michael Kißener und Joachim Scholtyseck, Konstanz, 2. Auflage 1999, ISBN 3-87940-566-2
- Birgit Arnold: „Die städtische Wohnungspolitik in der Weimarer Republik“ und „Städtische Wohnungspolitik im Dritten Reich“, in: 75 Jahre GBG - Mannheimer Wohnungsbaugesellschaft mbH 1926 - 2001, hrsg. vom Stadtarchiv Mannheim, Mannheim 2001, ISBN 3-923003-84-6